# Hettienne Park
Hettienne Park (Boston, Massachusetts; 7 de marzo de 1983) es una actriz y escritora estadounidense que ha aparecido en películas como Young Adult (2011) y Don't Look Up (2021), además de series de televisión como Blindspot (2018) y The Outsider (2020), siendo su papel más notable interpretando a Beverly Katz en la serie televisiva de terror psicológico, Hannibal (2013-2014).

## Primeros años
Park nació en Boston, se crio en Wayland, Massachusetts, y es de ascendencia surcoreana. Recibió su Licenciatura en Religión y Economía de la Universidad de Rochester. Park estudió flauta clásica y piano en el Conservatorio de Música de Nueva Inglaterra en Boston, Massachusetts, y estudió actuación durante 2 años en el William Esper Studio en la Ciudad de Nueva York.

## Carrera
El primer papel de Park como actriz fue en una producción de la escuela secundaria de "Cats". Su debut en la pantalla grande fue en la película de 2007, Year of the Fish. Park es conocida por papeles secundarios en películas como Don't Look Up, Bride Wars y Young Adult. Interpretó a la agente especial Beverly Katz, una investigadora de escenas de crimen especializada en análisis de fibras, en la serie de televisión Hannibal, junto a Mads Mikkelsen, que interpreta a Hannibal Lecter, y Hugh Dancy. En 2020, Park interpretó a la detective Tamika Collins en la miniserie de HBO The Outsider, basada en la novela de Stephen King.
Park recibió el Premio Theatre World por sus destacados debuts en Broadway y Off-Broadway por Seminar de Theresa Rebeck y The Intelligent Homosexual's Guide to Capitalism and Socialism with a Key to the Scriptures de Tony Kushner.

## Filmografía
| Cine | Cine             | Cine                | Cine  |
| Año  | Título           | Rol                 | Notas |
| ---- | ---------------- | ------------------- | ----- |
| 2007 | Never Forever    | Ming Ming           |       |
| 2007 | Year of the Fish | Hong Ji             |       |
| 2009 | Bride Wars       | Marissa             |       |
| 2011 | Young Adult      | Vicki               |       |
| 2018 | Private Life     | Doctora             |       |
| 2021 | Don't Look Up    | Dra. Jocelyn Calder |       |

| Televisión | Televisión                        | Televisión        | Televisión                            |
| Año        | Título                            | Rol               | Notas                                 |
| ---------- | --------------------------------- | ----------------- | ------------------------------------- |
| 2002       | Hack                              | Chloe             | Episodio: «Bad Choices»               |
| 2004       | Law & Order: Special Victims Unit | Annie             | Episodio: «Weak»                      |
| 2005       | Law & Order                       | Taka Furukawa     | Episodio: «The Sixth Man»             |
| 2006       | Numb3rs                           | Estudiante #1     | Episodio: «Backscatter»               |
| 2007–09    | Damages                           | Asociada femenina | 2 episodios                           |
| 2008       | Law & Order                       | Tina Shen         | Episodio: «Darkness»                  |
| 2009       | The Good Wife                     | Shelly Delgado    | Episodio: «Home»                      |
| 2009       | Mercy                             | Julie Shin        | Episodio: «I'm Not That Kind of Girl» |
| 2013–14    | Hannibal                          | Beverly Katz      | 16 episodios                          |
| 2017       | The Blacklist                     | Sasha Lau         | Episodio: «The Harem (No. 102)»       |
| 2018       | Blindspot                         | Violet Park       | 4 episodios                           |
| 2019       | The OA                            | Sra. Vu           | 2 episodios                           |
| 2020       | The Outsider                      | Tamika Collins    | Miniserie (6 episodios)               |
| 2020       | 9-1-1: Lone Star                  | Beth Healy        | Episodio: «Pilot»                     |
| 2021       | Gossip Girl                       | Jodi Menzies      | 2 episodios                           |

| Teatro                                                                                      | Teatro                 | Teatro |
| Obra                                                                                        | Rol                    | Ref.   |
| ------------------------------------------------------------------------------------------- | ---------------------- | ------ |
| Redwood Curtain                                                                             | Geri Riordan           | [ 2 ]  |
| Twentyone                                                                                   | Jodi                   |        |
| Three Sisters                                                                               | Masha                  |        |
| The Warrior's Sister                                                                        | Bulad Khuray           |        |
| The Intelligent Homosexual's Guide to Capitalism and Socialism with a Key to the Scriptures | Sooze Moon Marcantonio | [ 1 ]  |
| Seminar                                                                                     | Izzy                   | [ 1 ]  |

| Videojuegos | Videojuegos         | Videojuegos              | Videojuegos |
| Año         | Título              | Rol                      | Notas       |
| ----------- | ------------------- | ------------------------ | ----------- |
| 2005        | The Warriors        | Civil adicional          |             |
| 2008        | Grand Theft Auto IV | Multitud de Liberty City |             |

## Premios y nominaciones
| Año  | Galardón            | Categoría                                                           | Nominada por                                                                                          | Resultado | Ref.   |
| ---- | ------------------- | ------------------------------------------------------------------- | --- | --------- | ------ |
| 2012 | Theatre World Award | Mejor actuación de debut en el escenario de la ciudad de Nueva York | Seminar y The Intelligent Homosexual's Guide to Capitalism and Socialism with a Key to the Scriptures | Ganadora  | [ 10 ] |